# Isak Hien
Isak Malcolm Kwaku Hien (* 13. Januar 1999 in Stockholm) ist ein schwedischer Fußballspieler auf der Position der Innenverteidigung, der seit Januar 2024 bei Atalanta Bergamo aus der italienischen Serie A unter Vertrag steht und zudem für das schwedische Nationalteam aufläuft.

## Karriere

### Vereine

#### Anfangsjahre in Schweden
Isak Hien spielte im Jugendbereich für AIK, wo er gemeinsam mit den zukünftigen Profispielern und späteren Nationalmannschaftskollegen Alexander Isak und Leopold Wahlstedt die ersten Schritte in seiner Karriere unternahm.
Im Jahr 2016 unterschrieb er seinen ersten Profivertrag bei Vasalunds IF, wo er 2017 sein Debüt in der Division 1 Norra gab, der dritthöchsten Spielklasse im schwedischen Fußball. Bis zu seinem 21. Lebensjahr kam er hauptsächlich als Stürmer zum Einsatz, wurde im späteren Verlauf aber überzeugt, auf die Innenverteidigerposition zu wechseln, wo er sich besser ins Spiel integrieren konnte und in der Folge aufgeblüht ist.
2021 folgte der Wechsel zum Erstligisten Djurgårdens IF, der ihn sofort wieder an den Ex-Klub nach Vasalund weiterverliehen hat, um dort die Saison 2021 in der Superettan, der zweiten Liga in Schweden, zu bestreiten. In der Saison 2022 entwickelte Isak Hien sich zum Stammspieler bei Djurgårdens IF und kam in der Allsvenskan zu 17 Einsätzen und zwei Toren, woraufhin er das Interesse von größeren Klubs aus dem Ausland auf sich zog.

#### Wechsel zu Hellas Verona
Am 27. August 2022 unterzeichnete Hien einen Vierjahresvertrag beim italienischen Serie-A-Klub Hellas Verona, die für ihn eine Ablöse in Höhe von 3,2 Millionen € zahlen mussten. Dort sammelte Hien erste Erfahrungen in einer der Top-Ligen Europas und war von Beginn an unangefochtener Stammspieler in seinem neuen Team. Am Ende der Saison 2022/23 konnte der Klassenerhalt gefeiert werden, durch einen 3:1-Sieg im entscheidenden Relegationsspiel gegen Spezia Calcio.

#### Atalanta Bergamo
Zu Beginn des Wintertransferfensters der Saison 2023/24 schloss sich Hien dem Ligakonkurrenten Atalanta Bergamo an. Dort unterschrieb er einen Vertrag bis zum 30. Juni 2028, was sich Bergamo eine Ablösesumme von rund 9 Millionen € kosten ließ. Auch hier war Hien von Beginn an Stammspieler in der Innenverteidigung und konnte mit der Mannschaft am Ende der Saison die UEFA Europa League gewinnen, was den ersten europäischen Titel in der Vereinshistorie des Klubs bedeutete. Beim 3:0-Sieg im Finale in Dublin gegen Bayer 04 Leverkusen stand Hien in der Startelf und spielte über die volle Spielzeit.

### Nationalmannschaft
Am 14. September 2022 wurde Isak Hien zum ersten Mal in den Kreis der schwedischen Nationalmannschaft einberufen, für die anstehenden Spiele in der UEFA Nations League gegen Serbien und Slowenien. Bei der 1:4-Niederlage gegen Serbien kam Isak Hien am 24. September 2022 zu seinem Debüt in der Nationalmannschaft. Er spielte die vollen 90 Minuten in der Innenverteidigung an der Seite des Nationalmannschaftskapitäns Victor Lindelöf.

### Persönliches
Hiens Großeltern väterlicherseits stammen aus Burkina Faso, während sein Vater in Ghana geboren wurde und seine Mutter Schwedin ist.